# Creu del Mèrit Militar (Àustria-Hongria)
|  | No s'ha de confondre amb Creu del Mèrit (Àustria-Hongria). |

La Creu del Mèrit Militar (en alemany: Militärverdienstkreuz, en hongarès: Katonai Érdemkereszt, en croat: Vojni križ za zasluge) va ser una condecoració de l'Imperi Austríac i, després de l'establiment de la Monarquia Dual el 1867, de l'Imperi d'Àustria-Hongria. Es va establir per primera vegada el 22 d'octubre de 1849 i va patir diverses revisions del seu disseny i criteris d'adjudicació al llarg dels anys de la seva existència. Va quedar obsoleta el 1918 amb la dissolució de l'Imperi Austrohongarès.

## Història

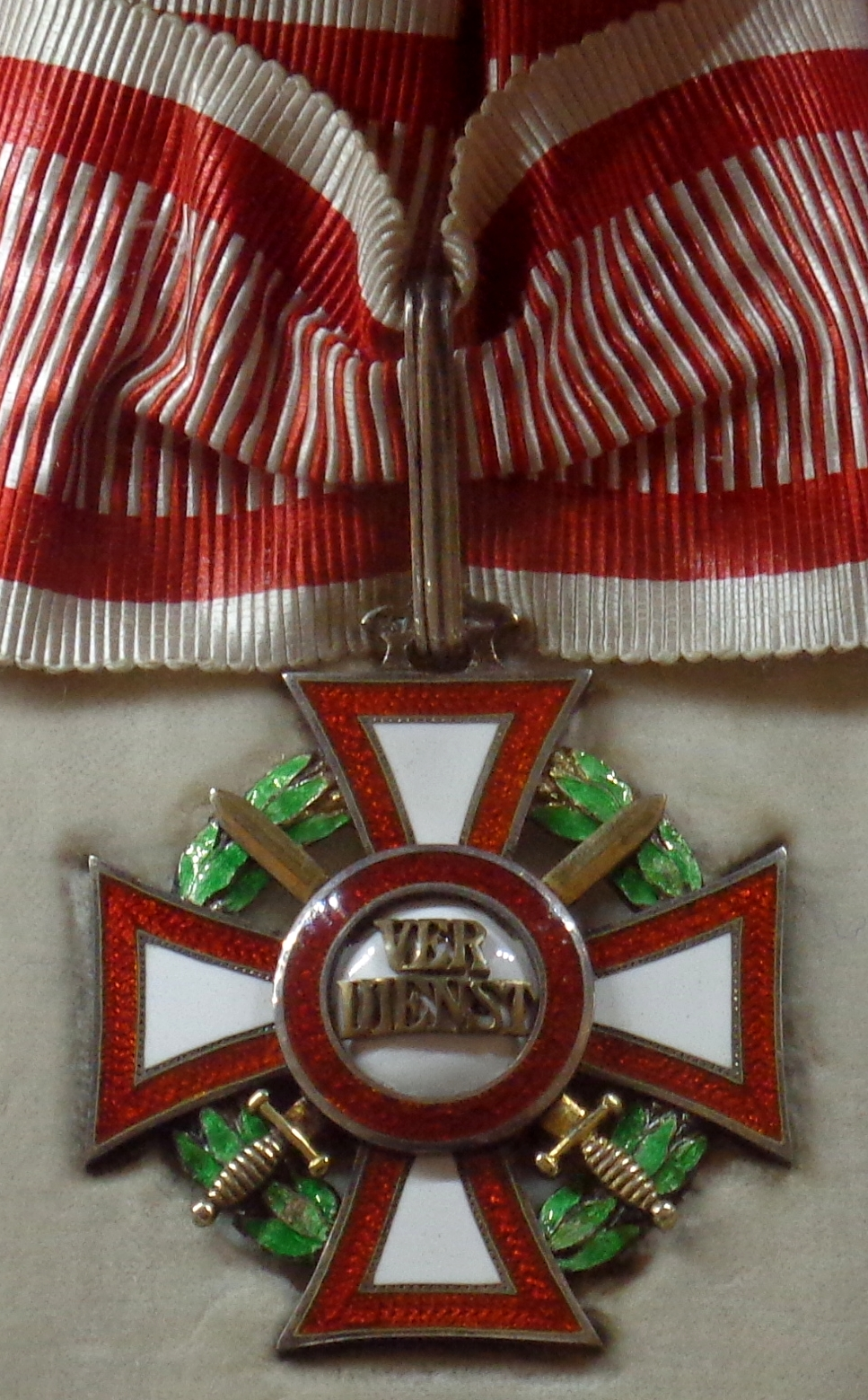
Segona classe amb decoració de guerra

La Creu al Mèrit Militar va ser establerta el 22 d'octubre de 1849 per l'emperador Francesc Josep, sobre la base de la recomanació del mariscal de camp Comte Radetzky. S'havia d'atorgar als oficials que havien realitzat un servei especialment lloable davant l'enemic en temps de guerra, o un servei destacat en temps de pau, i originalment es va establir en una sola classe.

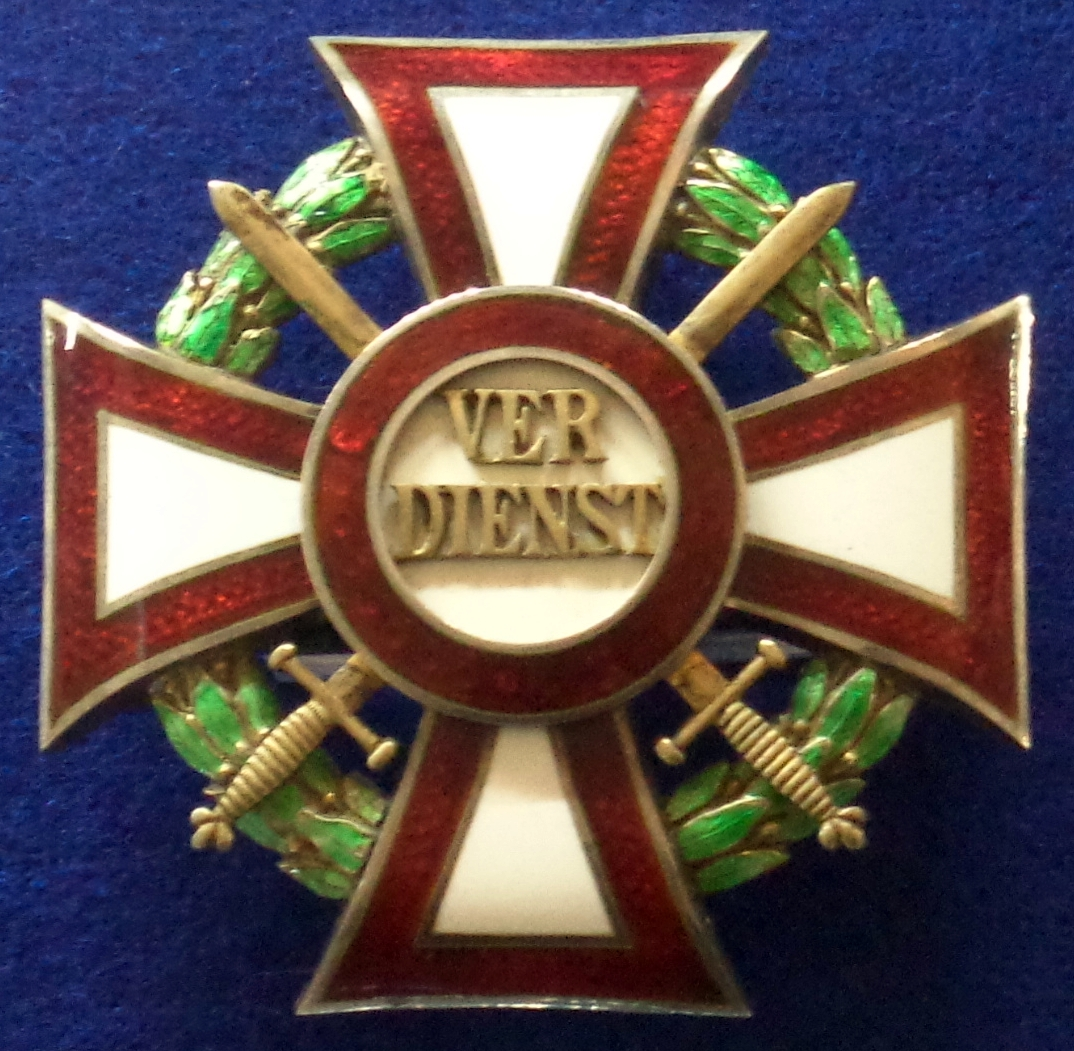
Estrella de pit de 1a classe

Els primers premis es van concedir a tots els oficials que havien servit al comandament del comte Radetzky a les campanyes italianes de 1848-49, especialment a la batalla de Custoza el 1848 i la batalla de Novara el 1849. Es van concedir poc menys de 1.500 condecoracions el 1849 i el 1850, principalment a aquests oficials. Després d'això, la Creu al Mèrit Militar es va atorgar amb moderació, excepte durant la guerra austro-sarda de 1859, la guerra germano-danesa de 1864, la guerra austro-prussiana de 1866, la guerra russo-turca de 1877-1878 (quan Àustria va ocupar Bòsnia-Hercegovina), i la Rebel·lió dels Bòxers (1900).
La primera revisió important de la Creu al Mèrit Militar va arribar el 12 de gener de 1860, quan es va crear la Decoració de Guerra (Kriegsdekoration). Es tractava d'una corona de llorer verd (Lorbeerkranz) entre els braços de la creu, que s'atorgava per fets especials davant l'enemic (für besondere Taten vor dem Feind). A partir d'ara (i retroactivament), els premis en temps de guerra es distingirien dels premis en temps de pau per la presència de la corona.
El següent canvi significatiu es va produir el 23 de setembre de 1914, poc després de l'esclat de la Primera Guerra Mundial. La Creu al Mèrit Militar es va dividir en tres classes. L'anterior Creu al Mèrit Militar, una decoració del pit que es portava en una cinta triple, es va convertir en la 3a Classe. Es va crear una insígnia de coll com a 2a classe i una creu de d'agulla es va convertir en la nova 1a classe. Aquesta classificació va fer que la Creu al Mèrit Militar fos efectivament un ordre, amb la 3a classe equivalent a una insígnia de cavaller, la 2a classe equivalent a una insígnia de comandant i la 1a classe equivalent a l'estrella del pit d'una ordre. Un destinatari d'una Creu al Mèrit Militar anterior sense la condecoració de guerra, si se li atorga la Creu al Mèrit Militar amb la condecoració de guerra, podria portar totes dues, i un destinatari d'una classe superior podria continuar portant la classe baixa. Els estatuts permetien que les tres classes s'atorguessin amb o sense la condecoració de guerra, però donada la situació de guerra, la majoria de les concessions van ser amb la Decoració de Guerra.
Un altre canvi es va produir el 13 de desembre de 1916, quan es van autoritzar espases per als premis a la valentia. Aquestes eren espases creuades a la cinta per a 3r de classe, i entre els braços de la creu per a 1r i 2n. L'1 d'agost de 1917 es van autoritzar el segon i tercer premis de la 3a classe, significats per un o dos fermalls de plata de 6 mm d'ample a la cinta. El 8 de febrer de 1918 també es va autoritzar una segona adjudicació de 2a promoció.
Fins a la Primera Guerra Mundial, els premis a oficials no austrohongaresos eren poc freqüents. Alguns oficials saxons van rebre la Creu al Mèrit Militar durant la guerra austro-prussiana. Dos bavaresos i un saxó van ser condecorats pel seu servei a la Rebel·lió dels Bòxers. Durant la Primera Guerra Mundial, els premis als oficials dels aliats d'Àustria-Hongria es van fer molt més comuns, especialment als alemanys que servien al costat dels austrohongaresos o que servien en regiments dels quals l'emperador era el cap honorari.
Des dels primers dies de la condecoració, l'emperador austríac també es va reservar el dret d'atorgar la Creu al Mèrit Militar amb diamants. Aquesta no era una classe especial, sinó una mostra d'estima. La majoria dels destinataris eren generals i almiralls austrohongaresos d'alt nivell, encara que alguns van ser atorgats durant la Primera Guerra Mundial a aliats d'alt rang.

## Disseny
La Creu al Mèrit Militar és una creu patent d'esmalt blanc amb vores d'esmalt vermell, amb un medalló central també d'esmalt blanc vorejat amb esmalt vermell, en el qual apareix la paraula "VERDIENST" (mèrit), trencada en "VER" i "DIENST". per adaptar-se al centre. La decoració de guerra és una corona d'esmalt verd de fulles de llorer entre els braços de la creu.
La 3a classe està suspesa d'una cinta triple. La cinta és la de la Medalla a la Valentia austríaca, un patró "escala" de ratlles vermelles amb blanc entre els "esglaons" i una vora blanca (aquesta cinta també es va utilitzar per als premis de guerra d'altres condecoracions austrohongareses). La creu té aproximadament 30 mm d'amplada, amb els braços eixamplant fins a una amplada de 15 mm. El medalló central té uns 13 mm de diàmetre. La corona de decoració de guerra, que durant la Primera Guerra Mundial estava més probablement daurada que verda, fa 3 mm d'amplada.
La 2a Classe està suspès d'una cinta de coll del mateix disseny que el 3r Classe. La creu té aproximadament 40 mm d'amplada, amb el medalló central d'un diàmetre de 19 mm. La corona de decoració de guerra fa 6 mm d'amplada.
La 1a classe és una creu de d'agulla que es porta a la part inferior esquerra del pit. Té una amplada aproximada de 61 mm, amb els braços eixamplant a 27 mm als extrems. El medalló central també té 27 mm d'amplada. La corona de decoració de guerra fa 7 mm d'ample.